# Philippe Bozon
Philippe Bozon (Chamonix-Mont-Blanc, 30 novembre 1966) è un allenatore di hockey su ghiaccio ed ex hockeista su ghiaccio francese.

## Biografia
È marito della sciatrice alpina Hélène Barbier e padre dell'hockeista su ghiaccio Timothé, entrambi atleti di alto livello.

## Statistiche
Statistiche aggiornate a luglio 2013.

### Giocatore

#### Club
| Stagione | Squadra            | Stagione regolare | Stagione regolare | Stagione regolare | Stagione regolare | Stagione regolare | Stagione regolare | Playoff | Playoff | Playoff | Playoff | Playoff |
| Stagione | Squadra            | Lega              | P                 | G                 | A                 | Pt                | PIM               | P       | G       | A       | Pt      | PIM     |
| -------- | ------------------ | ----------------- | ----------------- | ----------------- | ----------------- | ----------------- | ----------------- | ------- | ------- | ------- | ------- | ------- |
| 1984-85  | Saint-Jean Castors | QMJHL             | 67                | 32                | 50                | 82                | 82                | 5       | 0       | 5       | 5       | 4       |
| 1985-86  | Saint-Jean Castors | QMJHL             | 65                | 59                | 52                | 111               | 72                | 10      | 10      | 6       | 16      | 16      |
|          | Peoria Rivermen    | IHL               | 0                 | 0                 | 0                 | 0                 | 0                 | 5       | 1       | 0       | 1       | 0       |
| 1986-87  | Peoria Rivermen    | IHL               | 28                | 4                 | 11                | 15                | 17                | -       | -       | -       | -       | -       |
|          | Saint-Jean Castors | QMJHL             | 25                | 20                | 21                | 41                | 75                | 8       | 5       | 5       | 10      | 30      |
| 1987-88  | Mont-Blanc         | France            | 18                | 11                | 15                | 26                | 34                | 10      | 15      | 6       | 21      | 6       |
| 1988-89  | Mont-Blanc         | France            | 29                | 22                | 36                | 58                | 56                | 11      | 11      | 17      | 28      | 38      |
| 1989-90  | Grenoble           | France            | 36                | 45                | 38                | 83                | 34                | 6       | 4       | 3       | 7       | 2       |
| 1990-91  | Grenoble           | France            | 26                | 22                | 16                | 38                | 16                | 10      | 7       | 8       | 15      | 8       |
| 1991-92  | Chamonix           | France            | 22                | 30                | 19                | 49                | 40                | 12      | 18      | 1       | 19      | -       |
|          | St. Louis Blues    | NHL               | 9                 | 1                 | 3                 | 4                 | 4                 | 6       | 1       | 0       | 1       | 27      |
| 1992-93  | St. Louis Blues    | NHL               | 54                | 6                 | 6                 | 12                | 55                | 6       | 1       | 0       | 1       | 27      |
|          | Peoria Rivermen    | IHL               | 4                 | 3                 | 2                 | 5                 | 2                 | -       | -       | -       | -       | -       |
| 1993-94  | St. Louis Blues    | NHL               | 80                | 9                 | 16                | 25                | 42                | 4       | 0       | 0       | 0       | 4       |
| 1994-95  | St. Louis Blues    | NHL               | 1                 | 0                 | 0                 | 0                 | 0                 | -       | -       | -       | -       | -       |
|          | Grenoble           | France            | 14                | 6                 | 16                | 22                | 12                | 7       | 2       | 4       | 6       | 30      |
| 1995-96  | La Chaux-de-Fonds  | NLB               | 29                | 31                | 28                | 59                | 48                | 11      | 13      | 10      | 23      | 10      |
| 1996-97  | Lausanne           | NLB               | 23                | 17                | 15                | 32                | 89                | -       | -       | -       | -       | -       |
|          | Adler Mannheim     | DEL               | 22                | 11                | 6                 | 17                | 8                 | 9       | 6       | 10      | 16      | 0       |
| 1997-98  | Adler Mannheim     | DEL               | 42                | 20                | 17                | 37                | 40                | 10      | 5       | 5       | 10      | 16      |
|          |                    | EHL               | 5                 | 2                 | 4                 | 6                 | 6                 | 4       | 0       | 2       | 2       | 2       |
| 1998-99  | Adler Mannheim     | DEL               | 51                | 14                | 30                | 44                | 66                | 12      | 4       | 5       | 9       | 30      |
|          |                    | EHL               | 10                | 1                 | 5                 | 6                 | 6                 | -       | -       | -       | -       | -       |
| 1999-00  | Lugano             | NLA               | 44                | 13                | 31                | 44                | 73                | 12      | 9       | 6       | 15      | 55      |
|          |                    | EHL               | 10                | 4                 | 8                 | 12                | 12                | 4       | 1       | 6       | 7       | 2       |
| 2000-01  | Lugano             | NLA               | 41                | 18                | 26                | 44                | 42                | 10      | 7       | 2       | 9       | 6       |
| 2001-02  | Genève-Servette    | NLB               | 31                | 24                | 35                | 59                | 22                | 12      | 10      | 11      | 21      | 12      |
| 2002-03  | Genève-Servette    | NLA               | 43                | 19                | 19                | 38                | 47                | 6       | 0       | 2       | 2       | 10      |
| 2003-04  | Genève-Servette    | NLA               | 43                | 12                | 28                | 40                | 18                | 6       | 1       | 0       | 1       | 4       |
| 2004-05  | Genève-Servette    | NLA               | 38                | 12                | 27                | 39                | 55                | 4       | 1       | 2       | 3       | 0       |
| 2005-06  | Genève-Servette    | NLA               | 9                 | 2                 | 0                 | 2                 | 6                 | -       | -       | -       | -       | -       |

#### Nazionale
| Stagione | Livello | Risultati    | Risultati | Risultati | Risultati | Risultati | Risultati |
| Stagione | Livello | Competizione | P         | G         | A         | Pt        | PIM       |
| -------- | ------- | ------------ | --------- | --------- | --------- | --------- | --------- |
| 1987-88  | France  | OG           | 6         | 3         | 2         | 5         | 0         |
| 1988-89  | France  | WC B         | 7         | 8         | 3         | 11        | 10        |
| 1989-90  | France  | WC B         | 7         | 4         | 2         | 6         | 4         |
| 1990-91  | France  | WC B         | 7         | 5         | 5         | 10        | 0         |
| 1991-92  | France  | OG           | 7         | 3         | 2         | 5         | 4         |
|          | France  | WC           | 3         | 1         | 1         | 2         | 4         |
| 1993-94  | France  | WC           | 3         | 0         | 0         | 0         | 2         |
| 1994-95  | France  | WC           | 6         | 2         | 3         | 5         | 0         |
| 1995-96  | France  | WC           | 7         | 4         | 2         | 6         | 4         |
| 1996-97  | France  | WC           | 8         | 2         | 4         | 6         | 27        |
| 1997-98  | France  | OG           | 4         | 5         | 2         | 7         | 4         |
|          | France  | WC           | 3         | 2         | 1         | 3         | 2         |
| 1998-99  | France  | WC           | 3         | 1         | 0         | 1         | 4         |
| 1999-00  | France  | WC           | 6         | 1         | 2         | 3         | 6         |
| 2000-01  | France  | OGQ          | 3         | 0         | 3         | 3         | 4         |
|          | France  | WC D1        | 5         | 8         | 1         | 9         | 6         |
| 2001-02  | France  | OG           | 4         | 3         | 3         | 6         | 2         |

### Allenatore

#### Club
| Stagione  | Squadra             | Lega        | Ruolo      | Note                                               |
| --------- | ------------------- | ----------- | ---------- | -------------------------------------------------- |
| 2006-2007 | Genève-Servette U20 | Elite Jr. A | Head Coach |                                                    |
| 2007-2008 | Genève-Servette U20 | Elite Jr. A | Head Coach |                                                    |
| 2008-2009 | Genève-Servette U20 | Elite Jr. A | Head Coach |                                                    |
| 2009-2010 | Lugano              | NLA         | Head Coach | Rimpiazza Kent Johansson a stagione in corso       |
| 2010-2011 | Lugano              | NLA         | Head Coach | Rimpiazzato da Mike McNamara a stagione in corso   |
| 2011-2012 | Sierre              | NLB         | Head Coach | Rimpiazza da Morgan Samuelsson a stagione in corso |

#### Nazionale
| Stagione  | Squadra    | Competizione | Ruolo      | Note |
| --------- | ---------- | ------------ | ---------- | ---- |
| 2009-2010 | France U20 | WJC-20 D1    | Head Coach |      |